# Sainte-Radegonde (Dordogna)
Sainte-Radegonde è un comune francese di 56 abitanti situato nel dipartimento della Dordogna nella regione della Nuova Aquitania.

## Società

### Evoluzione demografica
Abitanti censiti